# Tybalmia
Tybalmia – rodzaj chrząszczy z rodziny kózkowatych i podrodziny zgrzypikowych.

## Zasięg występowania
Przedstawiciele tego rodzaju występują w Ameryce Środkowej i Południowej od południowego Meksyku po Boliwię.

## Systematyka
Do Tybalmia należy 8 gatunków:
- Tybalmia breuningi,
- Tybalmia caeca,
- Tybalmia diffusa,
- Tybalmia funeraria,
- Tybalmia ianthe,
- Tybalmia mydas,
- Tybalmia pixe,
- Tybalmia pupillata.